# D907 (Vaucluse)
De D907 is een departementale weg in het Zuid-Franse departement Vaucluse. De weg bestaat uit twee delen. Het eerste deel loopt van Orange naar Avignon. Het tweede deel loopt van de A7 ten zuidoosten van Avignon naar de grens met Bouches-du-Rhône. Beide delen worden met elkaar verbonden door de N7. In Bouches-du-Rhône loopt de weg als D7N verder naar Aix-en-Provence.

## Geschiedenis
Oorspronkelijk was de D907 onderdeel van de N7. In 2006 werd de weg overgedragen aan het departement Vaucluse, omdat de weg geen belang meer had voor het doorgaande verkeer vanwege de parallelle autosnelweg A7. De weg is toen omgenummerd tot D907.